# 高祖城
高祖城（たかすじょう）は、福岡県糸島市高祖（筑前国怡土郡の高祖山）にあった日本の城。

## 概要
建長元年（1249年）、原田氏の原田種継、原田種頼父子の築城。
怡土城の遺構を利用し、高祖山頂上に上ノ城（本城）と下ノ城がある。

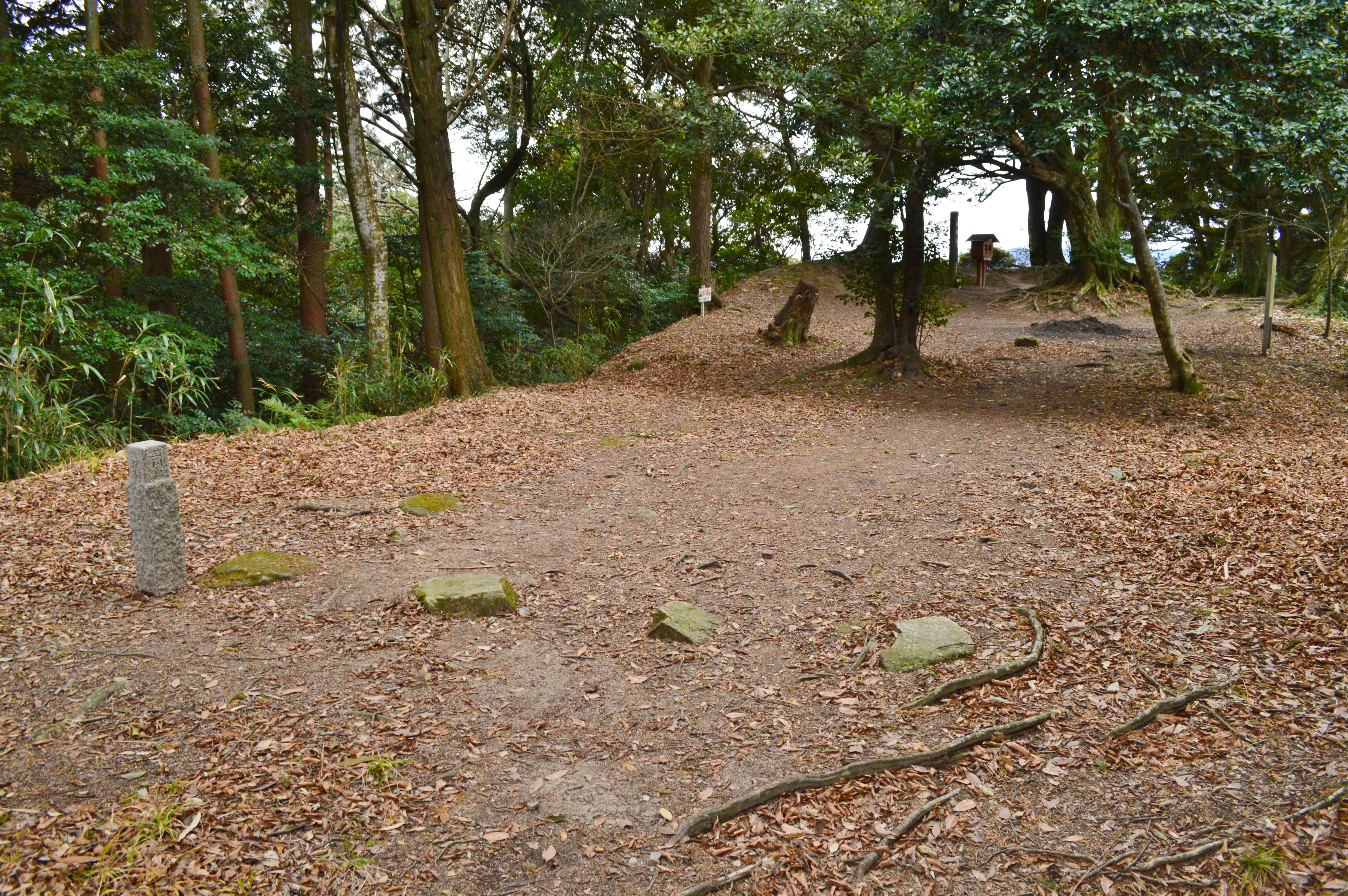
上ノ城
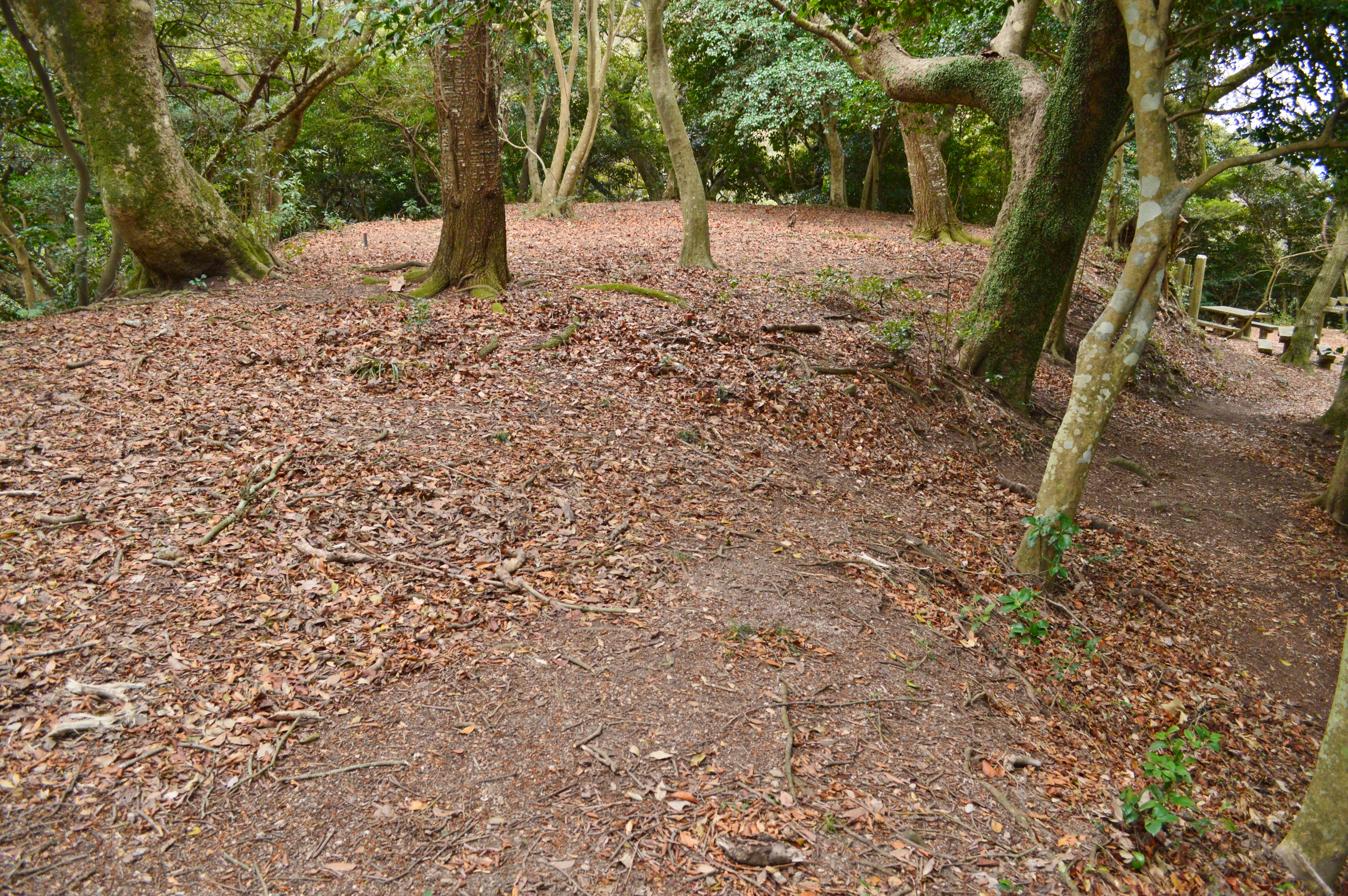
下ノ城

## 歴史
一時少弐氏に奪われたが、最終的には大内氏の援助により原田氏が奪還した。
天正15年（1588年）豊臣秀吉の九州征伐により、城主原田信種は所領没収され廃城となる。